# Нуайе
Нуайе́ (фр. Noyers), также Нуайе-сюр-Серен - французская коммуна, расположенная в департаменте Йонна в регионе Бургундия — Франш-Конте.
Сохранившаяся средневековая деревня, которая входит в список «Самые красивые деревни Франции».

## История
Несомненно, что с XII века город стал резиденцией влиятельной семьи, подарившей Франции выдающихся людей.
Ги де Нуайе, архиепископ Санский, короновал Филиппа II Августа в 1180 году.
В конце XII века Юг де Нуайе, епископ Осерский, построил в Нуайе "один из самых величественных замков во Франции", настоящий укрепленный замок с тройными стенами, который был осажден и противостоял атакам войск Бланки Наваррской в 1217 году.
В 1285 году Миль де Нуайе признал верховенство герцога Бургундского над его вотчинами. Став маршалом Франции в 1303 году по приказу Филиппа Красивого, он отличился в битвах при Куртре и Креси .
Поскольку у семьи де Нуайе больше не было наследников, в 1419 году сеньория перешла герцогине Бургундской Маргарите Баварской.
В XVI веке принц Конде, лорд Нуайе, сделал свою вотчину центром гугенотского сопротивления и укрылся здесь в 1568 году, после провала Амбуазского заговора. Однако, ему пришлось бежать, чтобы спастись от армии Екатерины Медичи.
С 1592 года владельцем замка был Барон де Витто Дюпра, который был скорее разбойником, чем феодалом, так как занимался грабежом. В 1599 году Генрих IV отобрал замок и решил его снести.
В XVIII веке город постепенно начал терять своё значение. Людовик XVI переместил национальную дорогу, чем ускорил упадок средневекового города.
Площадь Пшеничного рынка, Площадь и Улица Малого винного этапа - названия, которые издавна свидетельствуют о сельскохозяйственном призвании города. Торговля вином и зерном процветала, а многочисленные документы подтверждали важность виноградных лоз, ореховых и вишневых деревьев на окружающих холмах. Кроме того, до начала XX века колесники, шорники, бондари, кузнецы, сапожники составляли значительную часть местных мастеров. Согласно переписи 1861 года, в Нуайе было 128 виноградарей и 25 хлебопашцев. Даже сегодня, несмотря на то, что их количество значительно уменьшилось, фермеры занимают свое место в жизни деревни, а сама деревня Нуайе, хотя и смотрит в будущее, продолжает опираться на сельское хозяйство.

### Города-побратимы
Нуайе является побратимом итальянского муниципалитета Ночето.

## Местная культура и наследие
Нуайе является сохранившимся средневековым городом, входит список самых красивых деревень во Франции и в 2014 году был признан седьмой по счету любимой деревней французов (согласно телевизионной программе французского журналиста-историка Стефана Берна, представленой на телеканале France 2 11 июля 2014 г. ). В деревне находится 78 зданий, классифицированных или внесенных в список исторических памятников, которые по большей части датируются XV веком и практически не претерпели никаких изменений. Среди самых живописных площадей деревни можно отметить площади со следующими запоминающимися названиями: Площадь пшеничного рынка (фр.: Place du Marché-au-Blé), площадь Малого Винного этапа (фр.: Place de la Petite-Étape-aux-Vins), Площадь Соляного чердака (фр.:Place du Grenier-à-Sel).
Достояние Нуайе основано не на исключительных памятниках, а на единстве различных зданий, в основном построенных между XV и XIX веками, которые расположены либо в укрепленной черте, находящейся в излучине реки Серен, либо по обе стороны дороги, ведущей в пригород. Эта дорога проходила по болотистой местности. Деревня сохранила свои пропорции средневекового города, благодаря капризному течению реки Серен, чьи поймы ограничили урбанизацию. Вдали от путей сообщения, Нуайе избежал разрушений индустриализации, войн и торговых зон, которые уродуют городские районы. Кроме того, река Серен выдолбила долину на известняковых плато, крутые склоны которых, не очень подходящие для земледелия, сохраняют естественную лесную растительность. Все эти факты объясняют то великолепное очарование, которое характеризует этот бургундский городок и оправдывает его внесение в список самых красивых деревень Франции. Однако, эта ситуация не может быть стабильной и требует постоянного внимания в отношении конструкций, которые могут дестабилизировать эту гармонию; отсюда возникает необходимость ограничивать и исправлять неудачные реставрации, а также мотивировать владельцев, которые не могут справиться с тяжелыми реставрациями или которые не считают это целесообразным. Архитекторы зданий Франции, организация "Фонд наследия" (фр.: la Fondation du patrimoine) и ассоциация "Друзья Старого Нуайе" (фр.: Les Amis du Vieux Noyers) обнаруживают здания, находящиеся в опасности. Ассоциация предоставляет помощь на добровольной основе, такую как технические консультации и сбор документов, а также ищет государственные или частые субсидии.

### Сакральное искусство
- Приходская церковь Богоматери (XV-XVII веков) выполнена в стиле пламенеющей готики. В часовне южного нефа находится статуя Богородицы Благой Вести. На северной стороне высечены эффигии XV века. Слева впереди квадратная колокольня. Органы датированы 1740 годом.
- Часовня Сен-Фиакр XVI века;
- Часовня Нотр-Дам-дю-Фобур, XVIII век
- Крест на набережной, известный как Сот-Парабин, датируемый 1802 годом.

### Фортификации
Руины замка XI века века расположены на отроге, возвышающемся над деревней.
От старых укреплений средневекового города остались несколько укрепленных ворот, ведущих в деревню, и валы с девятнадцатью оставшимися башнями (из первоначальных двадцати трёх). Окрашенные ворота (или ворота Аваллон) — квадратные городские ворота. Тоннерские ворота (или Сент-Вероте) — столь же массивное сооружение с лавовой крышей. В нише этих ворот находится полихромная бургундская статуя Девы Марии XVI века. Эта статуя украшается каждый год 15 августа гроздями винограда, что является ритуалом, предназначенным для защиты виноградных лоз от летней непогоды.

### Гражданская архитектура
В деревне сохранилось множество фахверковых домов XV и XVI веков. В частности, следует отметить дом братства с готическими пинаклями и скульптурными капителями XV века, изображающими святых Криспина и Криспиниана,  покровителей сапожников. Примечательны также дом сборщика налогов и желтый дом на Ратушной площади, отреставрированный в 1996 году и ставший выставочной галереей.
Ратуша, фундамент которой датируется XII веком, была перестроена в XV веке в стиле ренессанс и снова изменена в XVIII веке после пожара.
Аркадная прачечная на реке Серен датируется XIX веком.
Высокоточные солнечные часы (1715 г.) находятся на фасаде старого колледжа, основанного в 1633 году, в котором сегодня находятся начальная школа, детский сад, а также музей Нуайе.

### Музеи
- Музей Нуайе, созданный в 1876 году, был реконструирован в 1992 году. Он расположен в старом колледже, здесь можно видеть любительский кабинет XIX века и важную коллекцию наивного искусства, которая является одной из самых полных в Европе, завещанная деревне художником Жаком Янкелем .
- Дом схематизма, открыт в 1996 году Робертом Эстивалсом.

### Культурные мероприятия и праздники
- Музыкальные встречи Нуайе: июль и август.
- Музыкальный сезон монастыря Восс: июль и август.
- Бургундский фестиваль Grands Crus de Bourgogne: июль и август.
- Фестиваль долины и ночные бдения: первые выходные августа.
- Фестиваль старого замка: летом (дата не установлена).
- Региональный блошиный рынок: третье воскресенье июля.
- Три трюфельных рынка: воскресенья в октябре, ноябре и декабре.

## Нуайе и кино
- В 1966 году сцена в общежитии в фильме Жерара Ури «Большая прогулка» снималась в доме в Нуайе. Персонажи, которых играют Бурвиль и Луи де Фюнес, в бегах, ставят велосипеды у стены и проскальзывают в трактир посреди банкета вермахта .
- В начале 1984 года на улицах деревни снимался клип на песню "New Moon on Monday" английской группы Duran Duran.
- Летом 2006 года небольшая средневековая деревня на несколько дней превращается в декорации фильма. Здесь снимается фильм Лорана Тирара «Мольер» с Роменом Дюрисом, Фабрисом Лукини, Лаурой Моранте, Эдуаром Бером и Людивин Санье. В том же году Голливуд также установил свои камеры в Нуайе для съемок деревенских сцен в фильме Мэттью Вона с Робертом Де Ниро и Мишель Пфайффер "Звездная пыль"